# Rottach-Egern
Rottach-Egern település Németországban, azon belül Bajorországban. Lakosainak száma 5778 fő (2023. december 31.).

## Népesség
A település népessége az elmúlt években az alábbi módon változott:
| Lakosok száma | 1056 | 5117 | 5395 | 5619 | 5593 | 5625 | 5838 | 5799 | 5759 | 5778 |
|               | 1875 | 1950 | 1987 | 2010 | 2012 | 2014 | 2016 | 2017 | 2021 | 2023 |